# Eupithecia albicristulata
Eupithecia albicristulata là một loài bướm đêm trong họ Geometridae.